# Sommer-Paralympics 2008/Teilnehmer (Ecuador)
| stlisierte Goldmedaille | stlisierte Silbermedaille | stlisierte Bronzemedaille |
| ----------------------- | ------------------------- | ------------------------- |
| —                       | —                         | —                         |

Ecuador trat mit zwei Sportlern bei den Sommer-Paralympics 2008 im chinesischen Peking an. Fahnenträger war Jose Marino. Das beste Ergebnis der Mannschaft erreichte die Powerlifterin Nancy Martinez mit einem 5. Platz in der Klasse bis 40 kg.

## Teilnehmer nach Sportart

### Powerlifting (Bankdrücken)
Frauen
- Nancy Martinez

Männer
- Jose Marino